# Maratonci tečejo častni krog
Maratonci tečejo častni krog (v izvirniku Maratonci trče počasni krug) je jugoslovanska črna komedija v režiji Slobodana Šijana. Film, postavljen v medvojno Jugoslavijo, spremlja družino Topalović in propad njihovega družinskega pogrebniškega podjetja.
V državah nekdanje Jugoslavije ima film status kultne klasike.

## Zgodba
Neimenovano mestece v Srbiji leta 1935 (film se začne s prizorom atentata in pogreba kralja Aleksandra Karađorđevića šest mesecev prej). V pogrebniški službi »Dugo konačište« je zaposlenih šest moških šestih generacij družine Topalović: poleg pravkar umrlega ustanovitelja Pantelije njegov sin Maksimilijan, vnuk Aksentije, pravnuk Milutin, prapravnuk Laki in praprapravnuk Mirko.
Navidez uspešno podjetje v resnici posluje nezakonito: zadnjih dvajset let sploh ne izdeluje novih krst, temveč samo obnavlja in preprodaja stare, ki jih ponoči na pokopališču skrivaj izkopava lokalni mafijec Billy Piton s pajdaši. Odnos med njim in Topalovićevimi se zaostruje, saj mu za njegove storitve ostajajo dolžni vedno večji znesek. Glavno upanje družine je nova pridobitev – električni krematorij, inovacija v pogrebniški dejavnosti. 
Mirko sanja, da bi zapustil družinsko obrt in se tako kot njegov prijatelj Đenka ukvarjal s filmom; poleg tega se želi poročiti s svojo simpatijo Kristino, ki igra spremljavo nemim filmom v Đenkovem kinu in je hči Billyja Pitona. Starejši člani družine Topalović se zoperstavljajo Mirkovi in Kristinini zvezi ter jo prek Đenke poskušajo razdreti. Po drugi strani Billy Piton vidi priložnost, da se prek Kristine polasti deleža podjetja, in tudi sam pritiska na Mirka. Ob vračanju s pogreba Topalovićevi z avtomobilom do smrti udarijo someščana in se poskušajo znebiti trupla, pri čemer jih vidi Billy.
Po Pantelijevem pogrebu potomci odprejo njegovo oporoko, izvedo pa, da je vse premoženje zapustil samemu sebi. Mirko izgubi upanje, da bo zakonito prišel do denarja, izprazni družinski sef in pobegne od doma. Pohiti h Kristini, jo zaloti sredi intimnega srečanja z Đenko in jo v navalu ljubosumja zadavi. Sočasno Billy obišče Topalovićeve in terja takojšnje vračilo dolga, sicer jih prijavi zaradi uboja. Milutin je pripravljen plačati, a ugotovi, da je sef prazen. Billy jim da čas do naslednjega jutra in odide, doma pa odkrije hčerino truplo. Mirko se vrne domov in se s silo razglasi za glavo družine. Obe družini primeta za orožje in kreneta v krvav obračun druga z drugo.

## Vloge
- Bogdan Diklić kot Mirko Topalović
- Danilo Bata Stojković kot Laki Topalović
- Pavle Vujisić kot Milutin Topalović
- Mija Aleksić kot Aksentije Topalović
- Milivoje Tomić kot Maksimilijan Topalović
- Radislav Lazarević kot Pantelija Topalović
- Zoran Radmilović kot Billy Piton
- Seka Sablić kot Kristina
- Bora Todorović kot Đenka
- Melita Bihali kot služkinja Olja
- Fahro Konjhodžić kot g. Rajković
- Veljko Mandić kot Rajkovićev brat
- Bata Paskaljević kot starejši žandar
- Dragoljub Gula Milosavljević kot žalujoči
- Miroslav Jovanović kot dvojček 1
- Dragoslav Jovanović kot dvojček 2
- Milovan Tasić kot Billyjev velikan
- Milan Janjić kot Billyjev pritlikavec
- Ras Rastoder kot mlajši žandar
- Stanojlo Milinković kot vaščan iz vodnjaka
- Vojislav Micović kot starec s pokopališča
- Nebojša Terzić kot pop Đura
- Nikola Brodac kot pokojnik

## Produkcija
Po uspehu filma Kdo tam poje (Ko to tamo peva), ki je bil plod njunega prvega sodelovanja, sta režiser Slobodan Šijan in scenarist Dušan Kovačević sklenila ekranizirati tedaj priljubljeno gledališko predstavo Maratonci trče počasni krug, ki se je od leta 1973 igrala v beograjskem Ateljeju 212. Igra, ki jo je Kovaćević napisal leta 1972 kot študent dramaturgije na akademiji v Beogradu, je bila črnohumorna kritika tedanje oblasti, metaforično predstavljene kot pogrebniško podjetje. Čeprav je bila mišljena kot družbenokritična tragedija, jo je občinstvo doživelo kot izredno duhovito.
Medtem ko je bila gledališka igra postavljena v sodobni čas, je filmski scenarij dogajanje prestavil v 30. leta, ki so po oceni avtorjev bolje funkcionirala s to vrsto humorja. Izmed likov je bil največje preobrazbe deležen Đenka, ki ga je izvirni scenarij opisoval kot »malega mestnega postopača«, Šijan pa je predlagal, naj bo v filmu kinooperater.
Za vlogo Mirka je Šijan priredil več avdicij; med kandidati je bil med drugim Jasenko Houra iz glasbene skupine Prljavo kazalište. Nekatere druge glavne vloge je dodelil igralcem, s katerimi je sodeloval že v predhodnem filmu: Laki in Milutin Topalović sta postala Danilo Stojković in Pavle Vuisić (v Kdo tam poje Brko in sprevodnik Krstić). Na Kovačevićevo vztrajanje je bil v film vključen Bora Todorović, ki je v predstavi igral Lakija, v filmu pa mu je pripadla vloga Đenke. Edini, ki je obdržal svojo vlogo iz predstave, je bil Mića Tomić. V stranskih vlogah sta se pojavila Stanojlo Milinković in Milovan Tasić (v Kdo tam poje orač in sin, ki sta zaračunavala prehod čez njivo).
Večina filma je bila posneta v Beogradu in Pančevu. Stavba, ki je služila kot hiša Topalovićev, stoji v soseski Kosančićev venac v središču Beograda, hiša Billyja Pitona pa na Topčiderju. Drugi prizori mesta, vključno s prizoriščem končnega obračuna in ponovnega odpiranja kina, so bili posneti v starem jedru Pančeva. Posamezne prizore so posneli na beograjskem Košutnjaku in na jezeru Trešnja zunaj Beograda.